# 那兹·玛鲁塔什
那兹·玛鲁塔什（约公元前1323年—约公元前1298年在位）（英語：Nazi-Maruttash）加喜特国王。继承库瑞噶尔祖二世之位，他主政时期，巴比伦与亚述在埃兰发生冲突，后来双方达成协议，确定各自的边界。 